# Borstelwormen
De borstelwormen (Polychaeta, van het Grieks πολύς polýs‚ veel, en χαίτη chaítē‚ haar) zijn een klasse van ringwormen waarvan de vertegenwoordigers vrijwel uitsluitend in zee leven. Er zijn meer dan 11.000 soorten beschreven in deze klasse. Onder meer de zeepier en het goudkammetje behoren ertoe.

## Kenmerken

Algemene anatomie van de segmenten van een borstelworm

Borstelwormen volgen in het algemeen het bouwplan van de ringwormen, met een kop, een cilindrisch, gesegmenteerd lichaam en een staartstukje. Ze variëren in lengte van minder dan een millimeter voor sommige interstitiële soorten, tot reuzen van bijna drie meter lang.
De kop bestaat uit een prostomium (gedeelte voor de mondopening) en een peristomium (gedeelte rond de mond) en draagt meestal gepaarde aanhangsels (palpen, antennen en cirri). Meestal is er ook een proboscis, een soort uitstulpbaar slurfje, al dan niet voorzien van tanden. De tanden van een borstelworm zijn uniek. De zwarte giftanden bevatten namelijk zink en koper.
Het lichaam van een borstelworm bestaat uit talrijke segmenten die elk voorzien zijn van een paar pootjes, parapodia genaamd. Deze parapodia zijn inwendig vaak (orde Aciculata) verstevigd met chitineuze stekels: de acicula. Het pygidium (staartstukje) draagt nooit chaetae maar soms wel een paar anale cirri.

## Ecologie
Borstelwormen zijn een zeer succesrijke groep die in alle zeeën voorkomt. Ze zijn meestal vrijlevend; sommigen zijn commensalen en een enkele soort leeft parasitair. Ze zijn te vinden in allerlei biotopen, er zijn pelagische, kruipende, gravende en kokerbewonende vormen. Door hun activiteit binnen hun gangen en kokers zorgen borstelwormen voor een betere zuurstofverdeling in de bodem en ook voor fixatie van het sediment. Hun aanwezigheid speelt dan ook een zeer belangrijke structurerende rol bij de samenstelling van het volledige bodemecosysteem.
Onder de borstelwormen vindt men actieve predatoren, depositievoeders (halen voedsel van tussen de zandkorrels), selectieve depositievoeders (halen voedsel met hun tentakels van op het substraat) en filtervoeders.

## Taxonomie
De volgende taxa worden bij de borstelwormen ingedeeld:
- Geslacht Acerrotrupa Yu & Wang, 1981 †
- Geslacht Albertaprion Jansonius & Craig, 1974 †
- Geslacht Anabarites Missarzhevsky, 1969 †
- Geslacht Anhuiella Liu & Huang, 1991 †
- Geslacht Anisocerasites Eller, 1955 †
- Geslacht Annulitubus Vinn, Zabini, Sene-Silva, Kirsimae & Susan-Marcos, 2016 †
- Geslacht Arabellites Hinde, 1879
- Geslacht Arachnostega Bertling, 1992
- Geslacht Archaeoprion Mierzejewski, 1975
- Geslacht Arites Kozur, 1967 †
- Geslacht Arkonips Farrell & Briggs, 2007 †
- Geslacht Astreptoscolex Thompson, 1979 †
- Geslacht Baltichaeta Slater, Harvey, Guilbaud & Butterfield, 2016 †
- Geslacht Brochosogenys Colbath, 1987 †
- Geslacht Burgessochaeta Conway Morris, 1979 †
- Geslacht Campylites Brood, 1988 †
- Geslacht Canadia Walcott, 1911 †
- Geslacht Carbosesostris Schram, 1979 †
- Geslacht Caulostrepsis †
- Geslacht Cheiridogenys Jansonius & Craig, 1971 †
- Geslacht Cloudina Germs, 1972  †
- Geslacht Crinincaminus Ettensohn, 1981 †
- Geslacht Cubiculovinea Lommerzheim, 1981 †
- Geslacht Delosites †
- Geslacht Didontogaster Thompson, 1979 †
- Geslacht Diopatrichnus Kern, 1978 †
- Geslacht Diploconcha †
- Geslacht Ditrupula Radwanska, 2004 †
- Geslacht Drilonereistes †
- Geslacht Dryptoscolex Thompson, 1979 †
- Geslacht Elleriprion Zawidka, 1975 †
- Geslacht Eotomopteris Briggs & Clarkson, 1987 †
- Geslacht Ethmonaria Yu & Wang, 1981 †
- Geslacht Eulalites Plicka, 1984 †
- Geslacht Eunicites Ehlers, 1868 †
- Geslacht Fastuoscolex Thompson, 1979 †
- Geslacht Fissurituba †
- Geslacht Flabetheca Qian & Yin, 1985 †
- Geslacht Fletcheria Okulitch, 1937 †
- Geslacht Fomitchella Yang & He, 1985 †
- Geslacht Fossundecima Thompson, 1979 †
- Geslacht Gotlandites Bergman, 1987 †
- Geslacht Hemicanalis †
- Geslacht Himalayaia Singh & Dar Shukla, 1981 †
- Geslacht Hindenites Bergman, 1987 †
- Geslacht Hindeoprion Szaniawski & Wrona, 1973 †
- Geslacht Homaphrodite Gall & Grauvogel, 1966 †
- Geslacht Huainanella Wang, 1983 †
- Geslacht Hyolithellus Bengtson in Bengtson, Conway Morris, Cooper, Jell & Runnegar, 1990 †
- Geslacht Hyolithes Eichwald, 1840 †
- Geslacht Hystriciola Thompson, 1979 †
- Geslacht Indocera Singh & Dar Shukla, 1981 †
- Geslacht Insolicorypha Conway Morris, 1979 †
- Geslacht Iubarenicola Alessandrello, Bracchi & Riou, 2004 †
- Geslacht Jereminella Lugeon, 1919 †
- Geslacht Keilorites Brood, 1980 †
- Geslacht Kenostrychus Sutton, Briggs, Siveter & Siveter, 2001 †
- Geslacht Kettnerites †
- Geslacht Kielanoprion †
- Geslacht Kootenayscolex Nanglu & Caron, 2018 †
- Geslacht Koslowskisyrinx Mierzejewski, 1986 †
- Geslacht Kozlowskiprion Kielan-Jaworowska, 1966 †
- Geslacht Lacinituba Chiplonkar & Tapaswi, 1973 †
- Geslacht Lanceolatites Bergman, 1987 †
- Geslacht Langeites †
- Geslacht Lapispecus Voigt, 1970 †
- Geslacht Lapworthella †
- Geslacht Leodicites †
- Geslacht Leogenys du Chêne, 1976 †
- Geslacht Leptoprion Myannil & Zaslavskaya, 1985 †
- Geslacht Lophos Termier, Termier & Lapparent, 1973 †
- Geslacht Lumbriconereites †
- Geslacht Lunoprionella †
- Geslacht Maeandropolydora Voigt, 1965 †
- Geslacht Maldeotaia Singh & Dar Shukla, 1981 †
- Geslacht Manotes Meshkova, 1984 †
- Geslacht Marleneites Eller, 1941 †
- Geslacht Marlenites Taugourdeau, 1971 †
- Geslacht Martina †
- Geslacht Marywadea Glaessner, 1976 †
- Geslacht Melanoraphia Arduini, Pinna & Teruzzi, 1982 †
- Geslacht Menogenys Ottone, 1988 †
- Geslacht Meringosoma Ehlers, 1869 †
- Geslacht Mobyprion Jansonius & Craig, 1974 †
- Geslacht Mochtyella †
- Geslacht Monocraterion Chakrabarti, 1990 †
- Geslacht Multiprion Szaniawski & Wrona, 1973 †
- Geslacht Myoscolex Glaessner, 1979 †
- Geslacht Nereidavus †
- Geslacht Nereigenys Ottone, 1988 †
- Geslacht Nothrites Courtinat, 1998 †
- Geslacht Oblongiprion Myanil & Zaslavskaya, 1985 †
- Geslacht Omasaria Regenhardt, 1961 †
- Geslacht Onuphionella †
- Geslacht Ornatovinea Lommerzheim, 1979 †
- Geslacht Orthoconorca Jäger, 1983 †
- Geslacht Orthopelta †
- Geslacht Ottawina Courtinat, 1998 †
- Geslacht Palaeopelyx Eisenack, 1975 †
- Geslacht Palaeoscolex Glaessner, 1979 †
- Geslacht Palaeotubus Sanfilippo, Reitano, Insacco & Rosso, 2016 †
- Geslacht Paleocampa Meek & Worthen, 1865 †
- Geslacht Paleoenonites Eller, 1942 †
- Geslacht Paleorhynchus Wang, 1983 †
- Geslacht Paliurus Gabb, 1876 †
- Geslacht Palurites Szaniawski & Imajima, 1996 †
- Geslacht Paradrilonereigenys †
- Geslacht Paraglycerites Kozur, 1972 †
- Geslacht Paragnathites du Chêne in du Chêne, 1974 †
- Geslacht Parapatraites †
- Geslacht Pararamphoprion †
- Geslacht Pararenicola †
- Geslacht Parasabellidites Luo & Zhang, 1986 †
- Geslacht Paulinites †
- Geslacht Pedarites Eisenack, 1981 †
- Geslacht Pedivillus †
- Geslacht Peronochaeta Conway Morris, 1979 †
- Geslacht Phiops Schram, 1979 †
- Geslacht Phragmochaeta Conway Morris & Peel, 2008 †
- Geslacht Pieckonia Thompson, 1979 †
- Geslacht Polychaetura Hints, 1998 †
- Geslacht Polykladichnus Fursich, 1981 †
- Geslacht Praelumbrinereis Kozur, 1972 †
- Geslacht Processoprion Szaniawski & Wrona, 1973 †
- Geslacht Prokopitraea Snajdar, 1983 †
- Geslacht Pronereites Klenina, 1989 †
- Geslacht Protoarenicola Wang, 1983 †
- Geslacht Protonympha Clarke, 1903 †
- Geslacht Protopholoe Alessandrello, Bracchi & Riou, 2004 †
- Geslacht Pseudoarenicola Liu & Yang, 1991 †
- Geslacht Pseudoethmonaria Li & Jiang, 1987 †
- Geslacht Pseudopolydorites Glazek, Marcinkowski & Wierzbowski, 1971 †
- Geslacht Pseudorthotheca †
- Geslacht Pterogenys Courtinat, 1998 †
- Geslacht Pygocirrus Vinther, Eibye-Jacobsen & Harper, 2011 †
- Geslacht Ramesses Schram, 1979 †
- Geslacht Rhamphegenys Charletta & Boyer, 1974 †
- Geslacht Rhaphidiophorus Thompson, 1979 †
- Geslacht Rotulispira Chiplonkar & Tapaswi, 1973 †
- Geslacht Ruedemannella Wang, 1983 †
- Geslacht Rushtonia Qian & Ding in Ding & Qian, 1988 †
- Geslacht Rutellifrons Thompson, 1979 †
- Geslacht Sabellidites †
- Geslacht Sanbongicola Hatai & Masuda, 1973 †
- Geslacht Sciotoprion Boyer, 1975 †
- Geslacht Scoleciellus Liu, 1986 †
- Geslacht Serratula †
- Geslacht Siluropelta Eisenack, 1981 †
- Geslacht Simplotubus Singh & Dar Shukla, 1981 †
- Geslacht Sinotubulites Chen, Chen & Qian, 1981 †
- Geslacht Sinugenys Courtinat, 1998 †
- Geslacht Skalenoprion Myannil & Zaslavskaya, 1985 †
- Geslacht Soris Schram, 1979 †
- Geslacht Spinocera Singh & Dar Shukla, 1981 †
- Geslacht Spirocavites †
- Geslacht Spriggina Glaessner, 1958 †
- Geslacht Staurocephalites
- Geslacht Stephenoscolex Conway Morris, 1979 †
- Geslacht Synclinophora Eisenack, 1975 †
- Geslacht Tibikoia †
- Geslacht Titahia Thein, 1975 †
- Geslacht Torellella Holm, 1893 †
- Geslacht Torlessia Bather, 1905 †
- Geslacht Trentonia Pickerill & Forbes, 1978 †
- Geslacht Tubicotomaculum Chiplonkar & Ghare, 1977 †
- Geslacht Uncinogenys Szaniawski & Wrona, 1973 †
- Geslacht Ungulites †
- Geslacht Vetustovermis Glaessner, 1979 †
- Geslacht Volborthella Schmidt, 1888 †
- Geslacht Websteroprion Eriksson, Parry & Rudkin, 2017 †
- Geslacht Wiwaxia Walcott, 1911 †
- Geslacht Xanioprion Szankawski & Wrona, 1973 †
- Geslacht Xanthoprion Jansonius & Craig, 1974 †
- Geslacht Pseudocirratulus Augener, 1922
- Familie Aberrantidae Wolf, 1987
- Familie Dinophilidae Macalister, 1876
- Familie Hadoprionidae †
- Familie Histriobdellidae Claus & Moquin-Tandon, 1884
- Familie Laetmonectidae Buzhinskaja, 1986
- Familie Magelonidae Cunningham & Ramage, 1888
- Familie Nerillidae Levinsen, 1883
- Familie Oweniidae Rioja, 1917
- Familie Parergodrilidae Reisinger, 1925
- Familie Polychaetaspidae Kielan-Jaworowska, 1966 †
- Familie Polygordiidae Czerniavsky, 1881
- Familie Protodrilidae Hatschek, 1888
- Familie Protodriloididae Purschke & Jouin, 1988
- Familie Psammodrilidae Swedmark, 1952
- Familie Ramphoprionidae †
- Familie Saccocirridae Bobretzky, 1872
- Familie Spintheridae Augener, 1913
- Onderklasse Echiura (Slurfwormen)
- Onderklasse Errantia
  - = Aciculata
- Onderklasse Sedentaria

### Nomen dubium
- Onderklasse Palpata

## Afbeeldingen

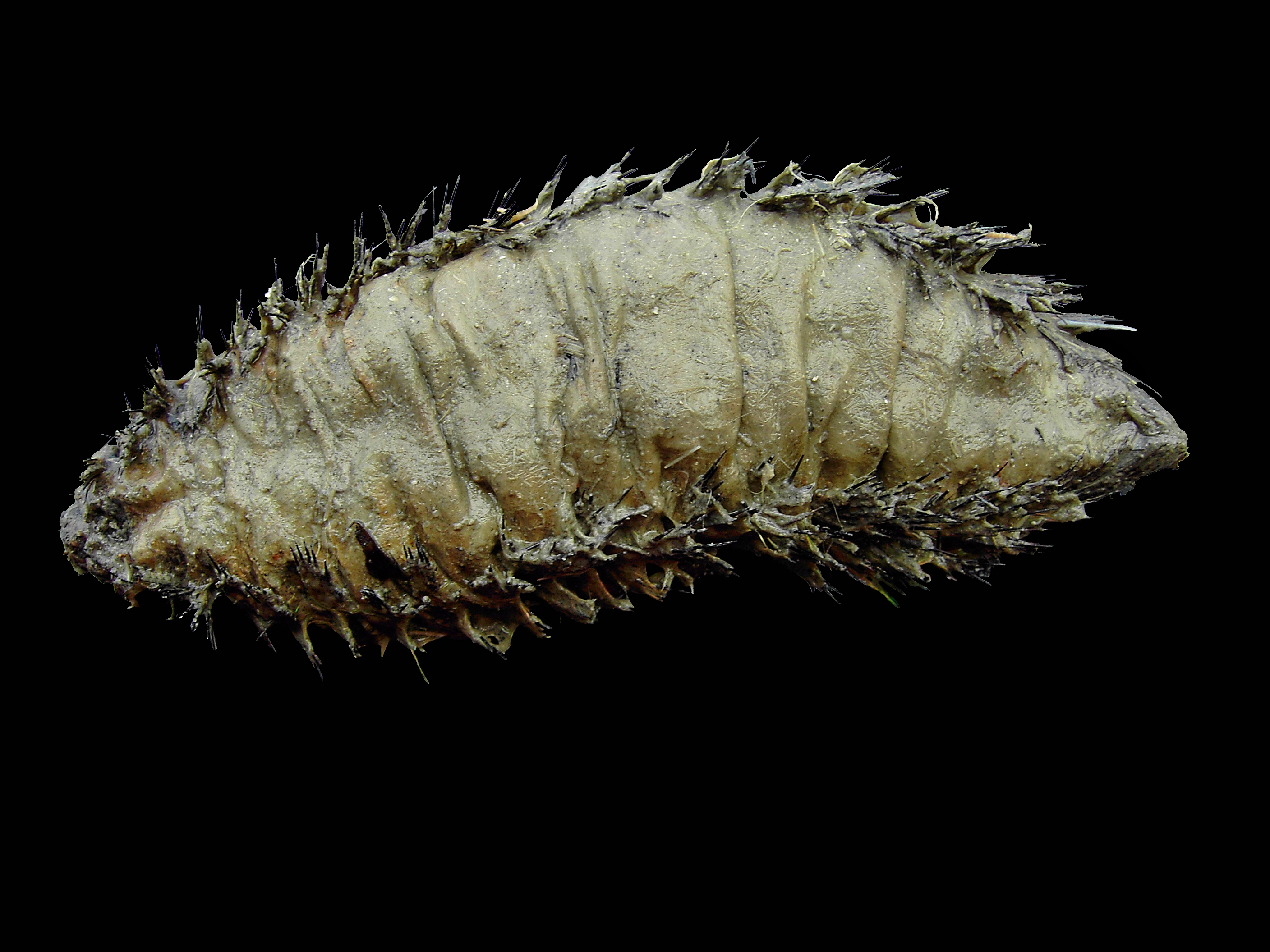
Aphrodita aculeata (zeemuis)
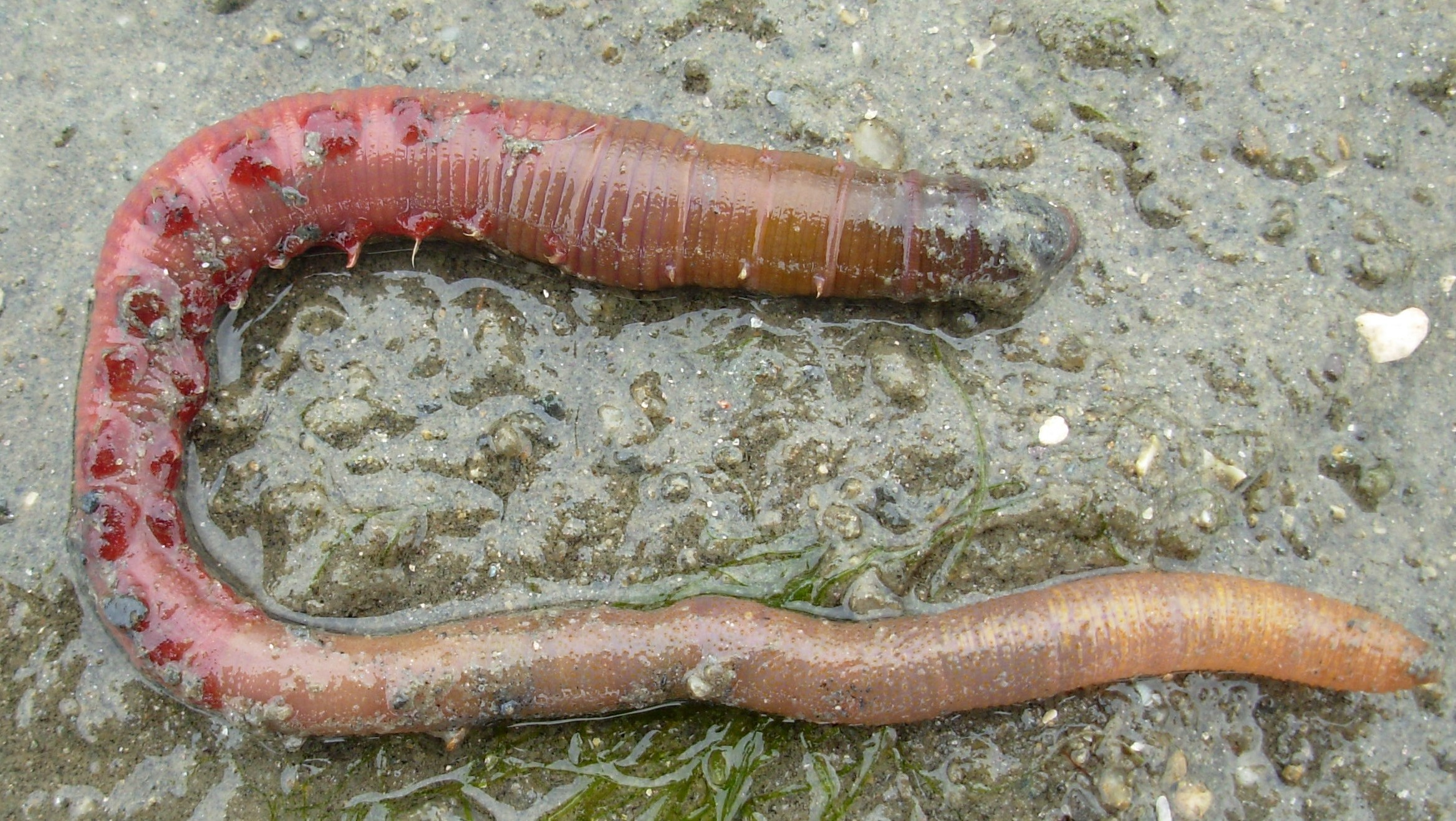
Arenicola marina (zeepier)
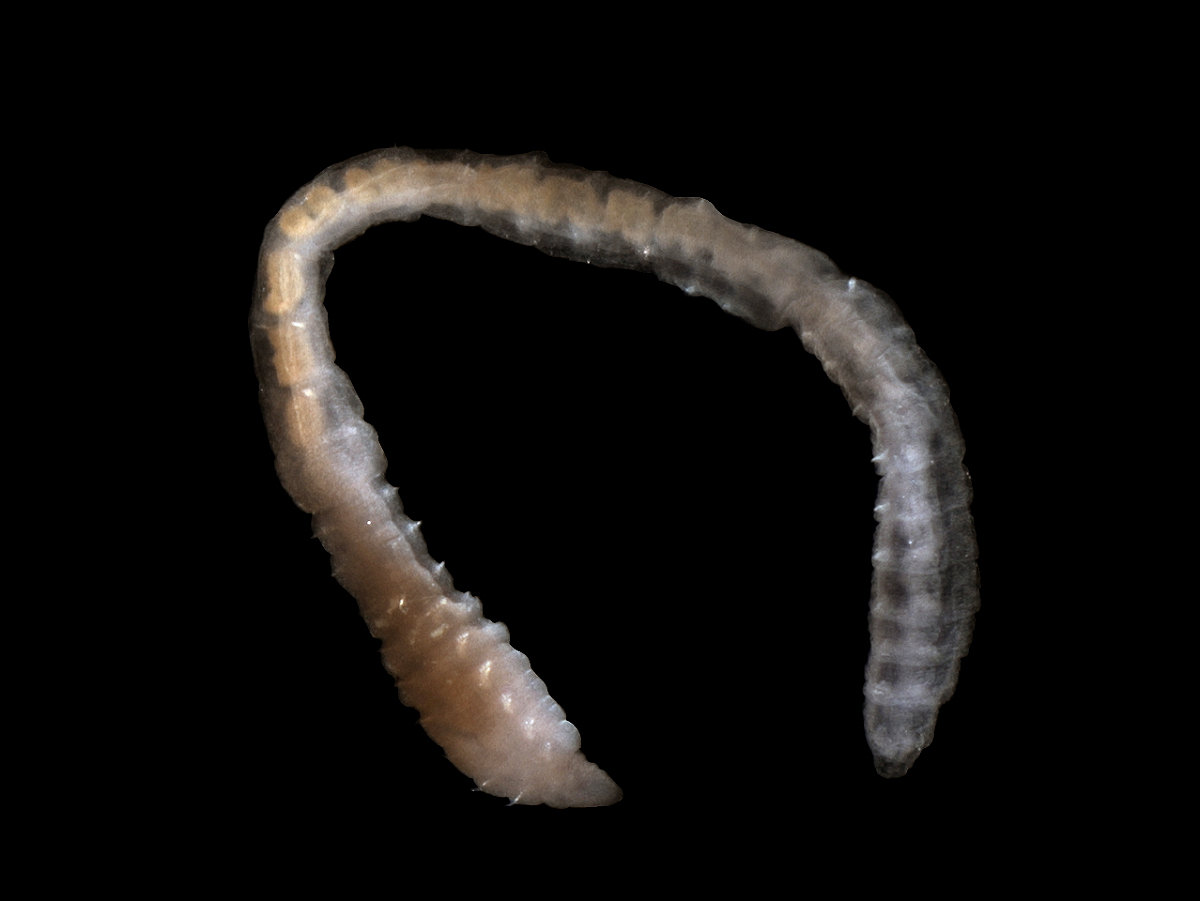
Capitella capitata (slangpier)
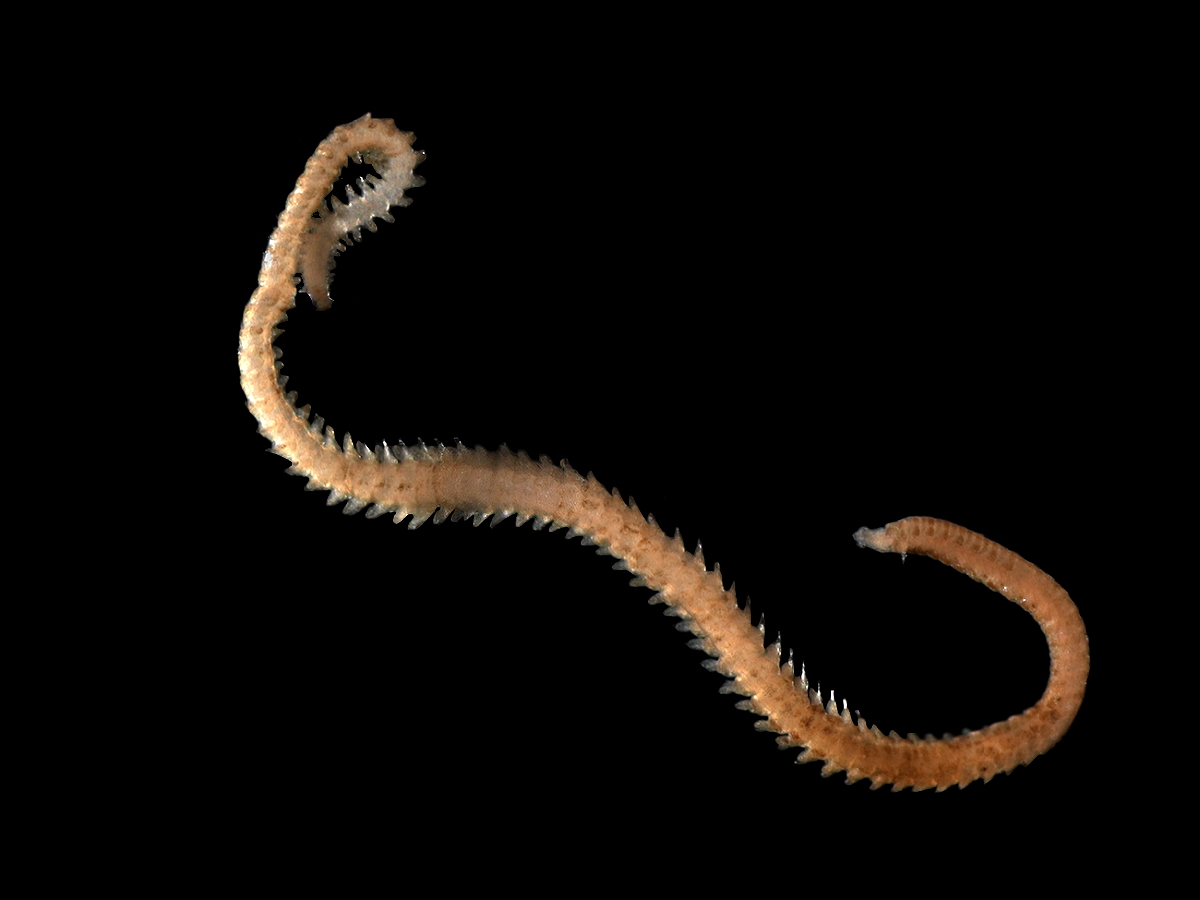
Eteone longa (groengele wadpier)
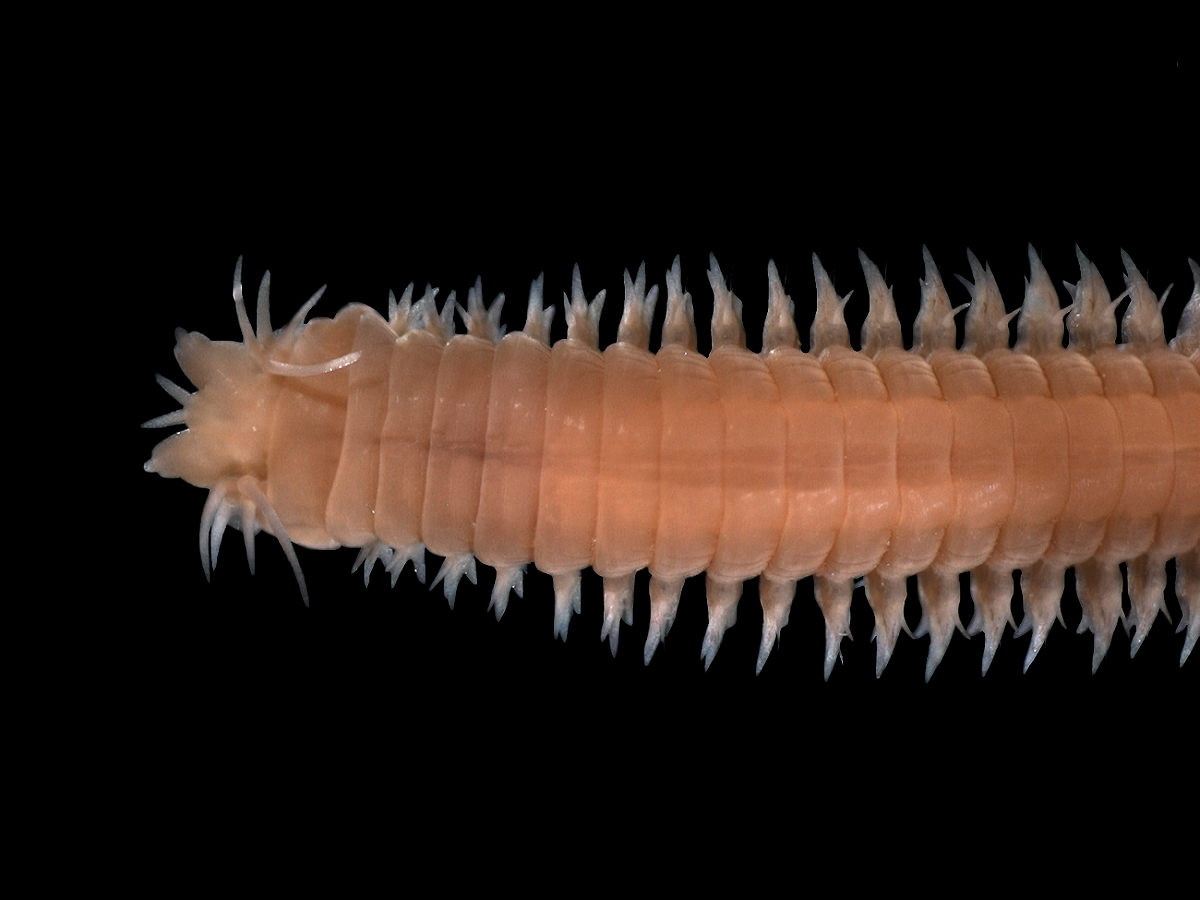
Eunereis longissima (zager)
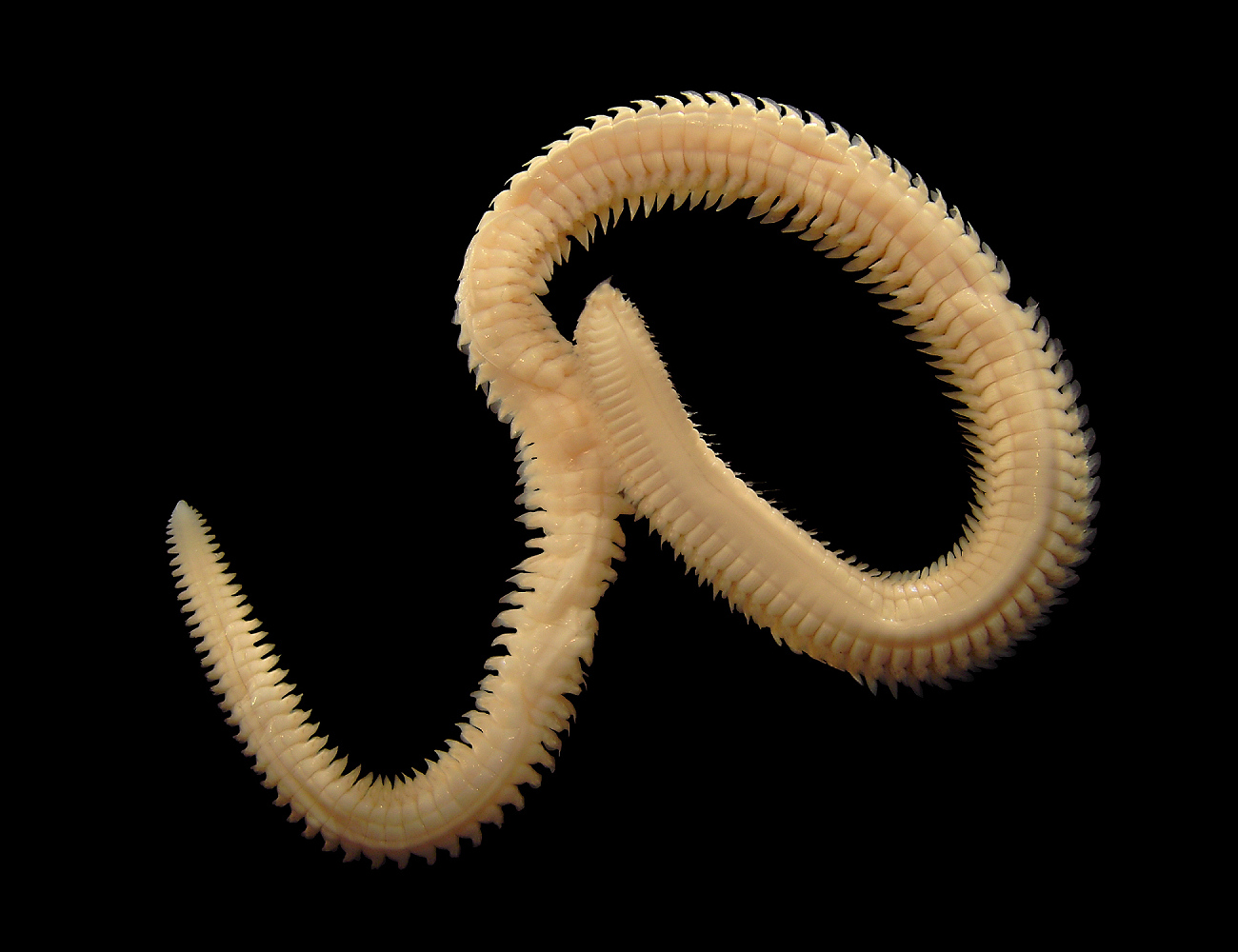
Nephtys hombergii (zandzager)
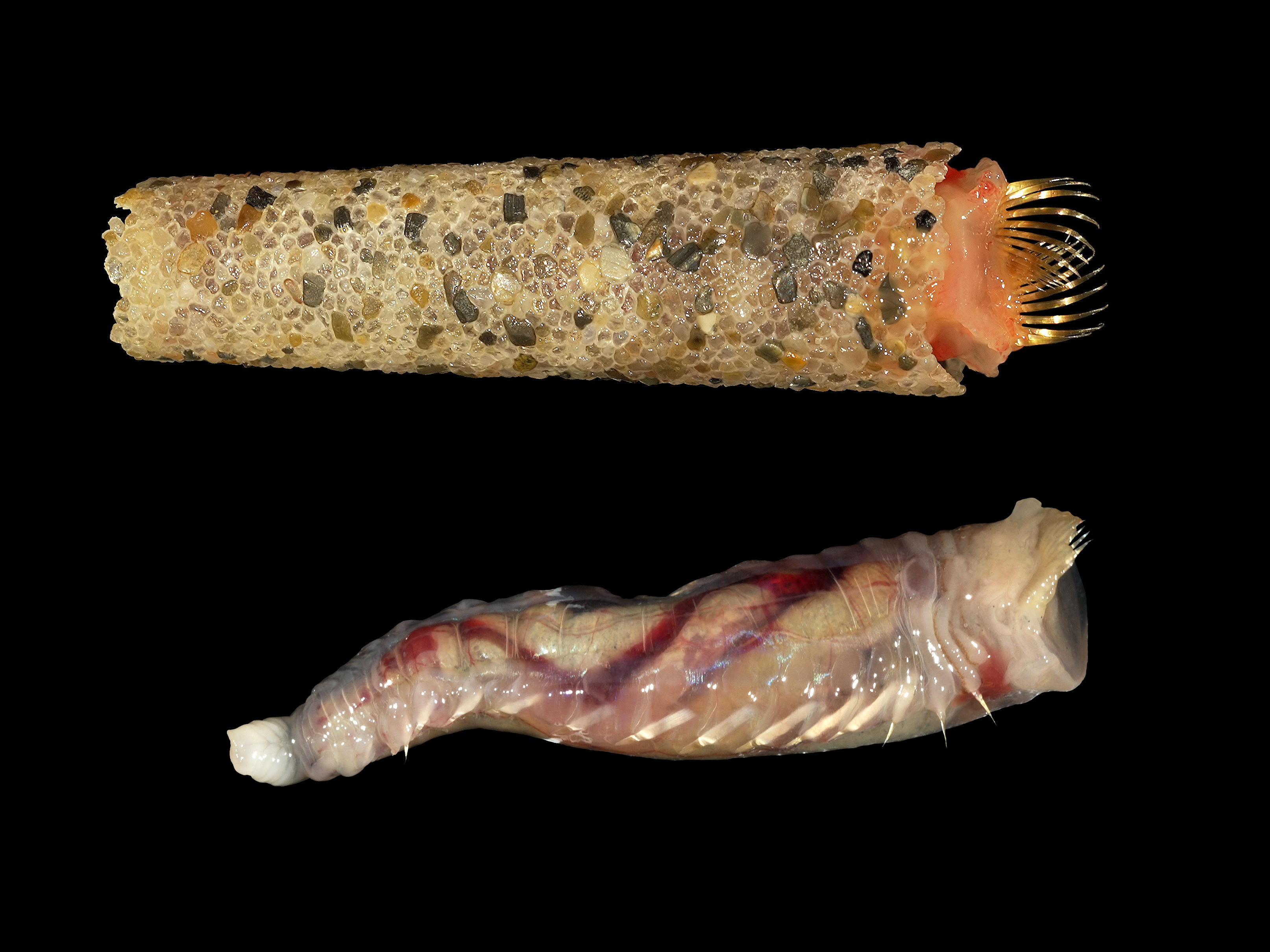
Pectinaria koreni (goudkammetje)
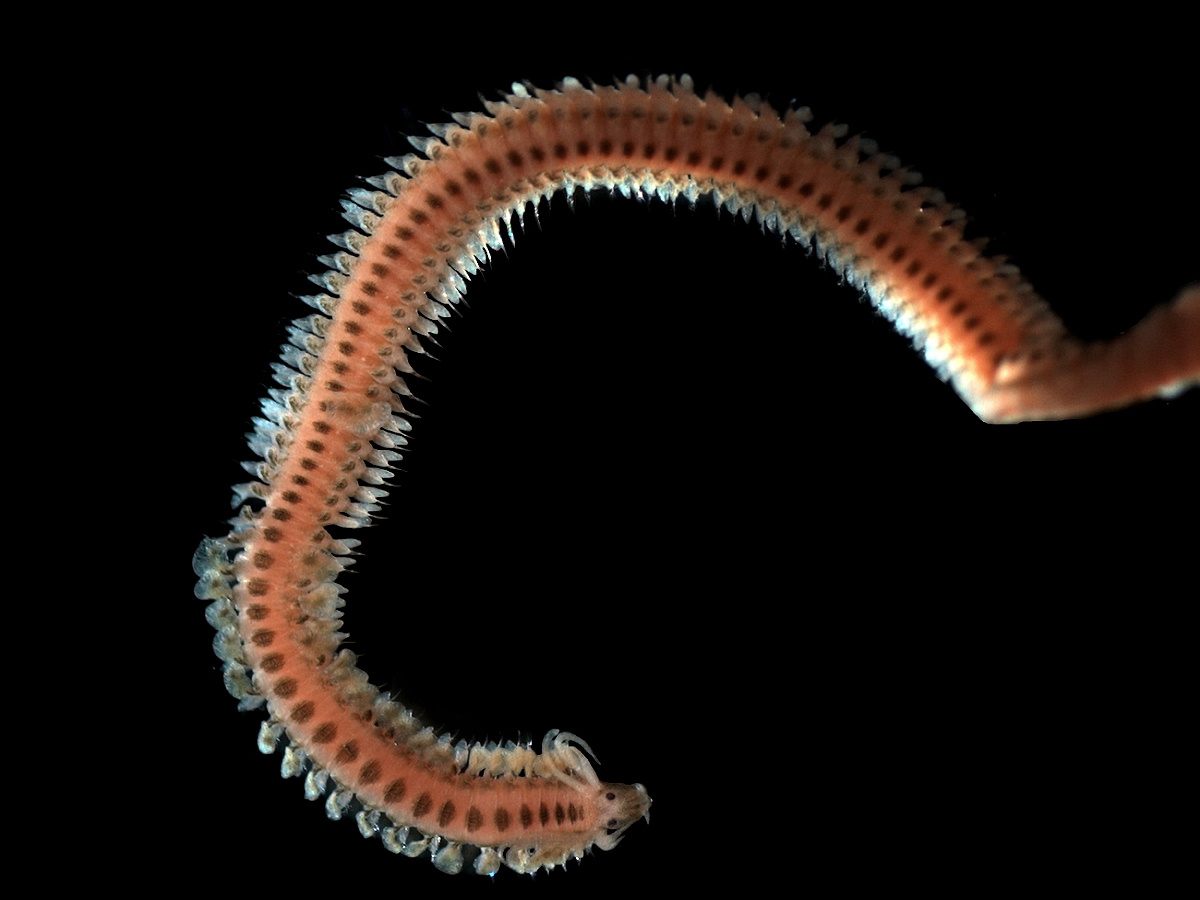
Phyllodoce maculata (gestippelde dieseltreinworm)
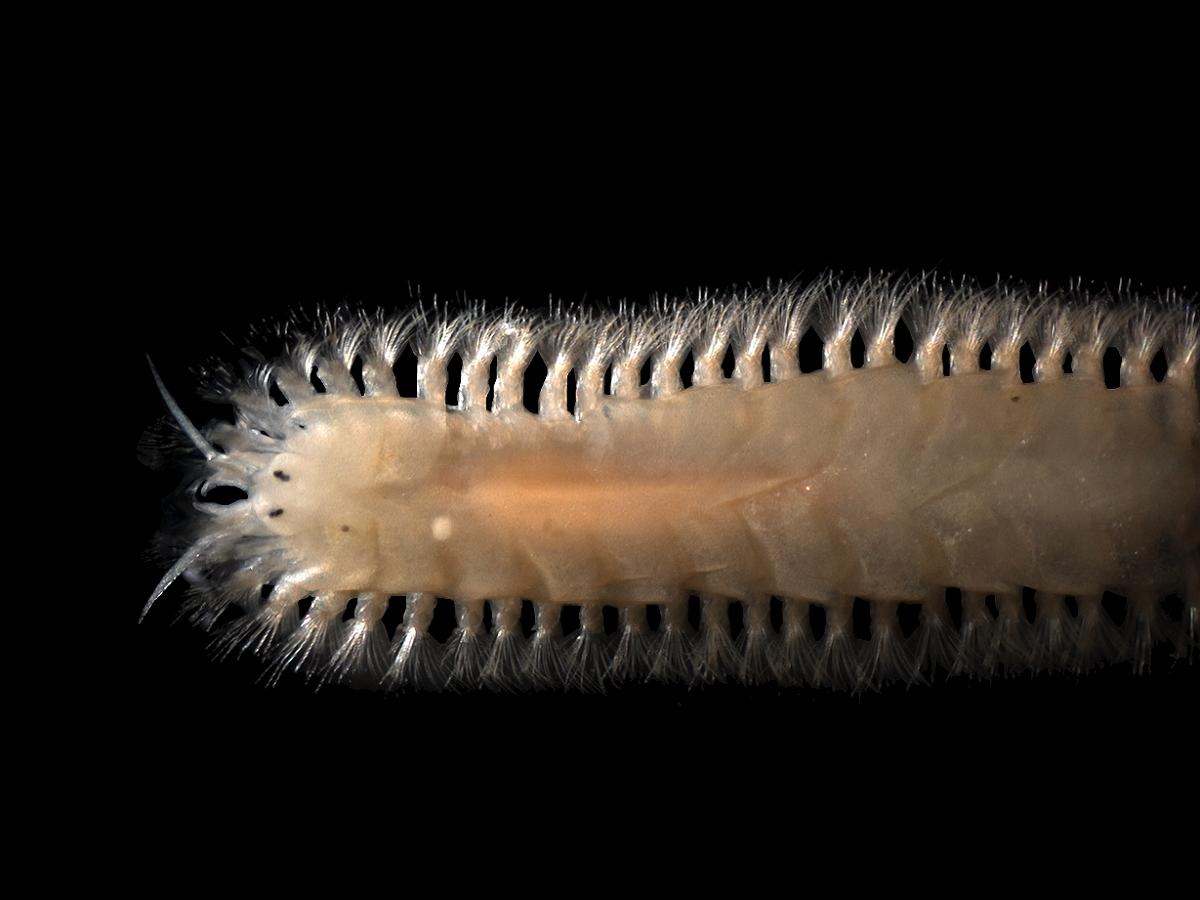
Sthenelais boa (zeerups)